# Cameraria aesculisella
Cameraria aesculisella là một loài bướm đêm thuộc họ Gracillariidae. Nó được tìm thấy ở Hoa Kỳ (Kentucky và Pennsylvania).
Sải cánh dài 8–9 mm. Ấu trùng ăn Aesculus species, bao gồm Aesculus flava, Aesculus glabra, Aesculus octandra và Aesculus pavia. Chúng ăn lá nơi chúng làm tổ.